# Хосін Буссуара
Хосін Буссуара (Hocine Boussouara) (13 квітня 1955, Алжир) — алжирський дипломат. Надзвичайний і Повноважний Посол Алжиру в Україні та Молдові.

## Біографія
Народився 13 квітня 1955 року. У 1978 році закінчив Національну школу адміністрації (ENA-d’Alger), дипломатичний факультет.
У 1978—1980 рр. — співробітник Національної служби.
У 1980—1981 рр. — співробітник Управління в Генеральному директораті Протоколу.
У 1981—1983 рр. — Начальник Управління Африки.
У 1983—1987 рр. — перший секретар посольства Алжиру в Котону (Бенін).
У 1987—1990 рр. — радник Посольства Алжиру в Празі (Чехія).
У 1991—1993 рр. — Начальник Управління у Відділі прогнозування.
У 1993—1994 рр. — Заступник директора Генерального директорату з Протоколу.
У 1994—1996 рр. — Заступник директора Генерального директорату з питань Азії та Океанії.
У 1996—2000 рр. — Заступник консула (на посаді першого заступника генерального консула) в Генеральному консульстві Алжиру в Парижі.
У 2001—2004 рр. — Керівник відділу досліджень і аналізу, а також з європейських справ Консульський Кабінет державного міністра, міністра закордонних справ Алжиру.
У 2004—2009 рр. — Надзвичайний і Повноважний Посол в Кіншаса (Демократична Республіка Конго).
У 2009—2014 рр. — Генеральний інспектор інспекції МЗС Алжиру.
З 23 лютого 2015 — Надзвичайний і Повноважний Посол Алжиру в України та в Молдові за сумісництвом.